# Mùa bão Tây Bắc Thái Bình Dương 2000
Mùa bão Tây Bắc Thái Bình Dương 2000 không có giới hạn chính thức, nó diễn ra trong suốt năm 2000; tuy nhiên hầu hết các xoáy thuận nhiệt đới có xu hướng hình thành trong giai đoạn từ tháng 5 đến tháng 11. Đây là những thời điểm quy ước phân định khoảng thời gian tập trung hầu hết số lượng xoáy thuận nhiệt đới hình thành mỗi năm trên Tây Bắc Thái Bình Dương.
Phạm vi của bài viết này chỉ giới hạn ở Thái Bình Dương, khu vực nằm về phía Bắc xích đạo và phía Tây đường đổi ngày quốc tế. Những cơn bão hình thành ở khu vực phía Đông đường đổi ngày quốc tế và phía Bắc xích đạo thuộc về Mùa bão Đông Bắc Thái Bình Dương 2000. Bão nhiệt đới hình thành trên toàn Tây Bắc Thái Bình Dương sẽ được đặt tên bởi Cơ quan Khí tượng Nhật Bản  JMA . Áp thấp nhiệt đới được Trung tâm Cảnh báo Bão Liên hợp  JTWC  theo dõi sẽ có thêm hậu tố "W" phía sau số thứ tự của chúng. Áp thấp nhiệt đới trở lên hình thành hoặc di chuyển vào khu vực mà Philippines theo dõi cũng sẽ được đặt tên bởi Cục quản lý Thiên văn, Địa vật lý và Khí quyển Philippines  PAGASA . Đó là lý do khiến cho nhiều trường hợp, một cơn bão có hai tên gọi khác nhau.

## Các cơn bão
Trong thông tin về các cơn bão dưới đây, giá trị vận tốc gió được đưa ra bởi Trung tâm Cảnh báo Bão Liên hợp (JTWC) và Cơ quan Khí tượng Nhật Bản (JMA) có sự khác biệt; do JTWC áp dụng tiêu chuẩn của Mỹ dùng quãng thời gian 1 phút để chỉ định vận tốc gió duy trì tối đa, trong khi đó JMA sử dụng khoảng thời gian 10 phút. Sự khác biệt này dẫn đến kết quả là vận tốc gió duy trì tối đa của JTWC thường cao hơn vận tốc gió duy trì tối đa của JMA trong cùng một cơn bão.

### Bão Damrey (Asiang)
Cơn bão đầu tiên của mùa bão bắt đầu xuất hiện khi là một vùng thấp gần Palau trong ngày 3 tháng 5. Vào thời điểm đó, JTWC ban đầu đã cho rằng vùng thấp này ít có cơ hội phát triển. Tuy nhiên trong vòng vài giờ tiếp theo, vùng thấp đã tổ chức một cách nhanh chóng, và sang ngày hôm sau JMA đã công nhận nó là một áp thấp nhiệt đới. Hệ thống sau đó gần như ít hoạt động cho đến ngày mùng 5, thời điểm mà JTWC ban hành cảnh báo đầu tiên của họ về một áp thấp nhiệt đới mới hình thành. Vào ngày mùng 6, sau một thời gian trôi dạt về phía Tây Bắc, áp thấp nhiệt đới đã mạnh lên thành bão nhiệt đới, và cũng trong ngày hôm đó nó đã được đặt tên là Asiang bởi PAGASA  Đến ngày mùng 7, JMA đã chỉ định cho nó cái tên Damrey. Tại thời điểm đó một áp cao cận nhiệt đang suy yếu dịch chuyển về phía Bắc khiến cho Damrey di chuyển theo hướng Đông Bắc. Vào sáng sớm ngày mùng 8 Damrey đã mạnh lên thành một cơn bão cuồng phong và không lâu sau những bức ảnh vệ tinh cho thấy mắt bão bắt đầu hình thành ở trung tâm. Trong vòng 24 giờ tiếp theo Damrey tăng cường khá ổn định, và đến ngày 9 tháng 5 nó đã đạt đến vận tốc gió 130 dặm/giờ (215 km/giờ). Hệ thống trở nên rất đối xứng và nhỏ, điều này cho phép nó đạt đến cường độ tối đa với vận tốc gió 180 dặm/giờ (290 km/giờ), giật 220 dặm/giờ (355 km/giờ) vào cuối ngày mùng 9. Do cấu trúc nhỏ gọn của cơn bão, chỉ mất đúng 24 giờ để cho độ đứt gió theo phương đứng cao, từ một vùng áp cao gần đó, làm cho nó suy yếu thành một cơn bão nhiệt đới. Đối lưu ngày càng suy giảm xung quanh tâm hoàn lưu mực thấp (LLCC - low-level circulation center) và hệ thống tiến về phía trước dưới điều kiện môi trường đang ngày một xấu đi. Vào ngày 12 tháng 5 Damrey đã chuyển đổi hoàn toàn thành một xoáy thuận ngoài nhiệt đới và cuối cùng hệ thống đã tan trong ngày 16.
Damrey là cơn bão mạnh nhất trong tháng 5 trên Tây Bắc Thái Bình Dương kể từ bão Phyllis năm 1958, tuy nhiên Phyllis chỉ có vận tốc gió cao hơn là 185 dặm/giờ (295 km/giờ) còn áp suất thì cao hơn Damrey. Cơn bão đã không gây ra tác động đáng kể nào đến đất liền.
Ngoài ra Damrey là cơn bão đầu tiên được đặt theo danh sách tên mới do 14 nước đề xuất

### Bão nhiệt đới Longwang (Biring)
Vào ngày 15 tháng 5, một vùng áp suất thấp đã hình thành kết hợp với một rãnh gió mùa ở khu vực Tây Bắc Philippines. Đến ngày 17 vùng áp thấp bắt đầu trôi dạt qua vùng miền Bắc Philippines và sau đó nó đã nhanh chóng mạnh lên thành một cơn bão nhiệt đới. Một thời gian sau, Longwang đã suy yếu và tan nhanh trong ngày 20 do chịu tác động của đứt gió theo phương đứng. Những tàn dư của cơn bão sớm bị hấp thụ bởi một vùng thấp ngoại nhiệt đới trong ngày 22.

### Áp thấp nhiệt đới 03W (Konsing)
Vào ngày 20 tháng 5, một vùng áp suất thấp đã hình thành ở vùng biển phía Nam Hong Kong và nó trôi dạt về phía Tây hướng đến Philippines. Trong ngày 21 vùng áp thấp này đã nhanh chóng phát triển thành một áp thấp nhiệt đới. Tuy nhiên sau đó nó cũng đã sớm tan do chịu tác động của đứt gió theo phương đứng. 

### Bão Kirogi (Ditang)
Vào ngày 30 tháng 6, một vùng nhiễu động thời tiết đã được xác định ở khu vực cách đảo Mindanao của Philippines khoảng 405 dặm (650 km) về phía Đông. Vùng nhiễu động này ít di chuyển và dần có tổ chức, thúc đẩy JTWC ban hành một "Cảnh báo về sự hình thành của xoáy thuận nhiệt đới" vào ngày hôm sau. Kể từ sáng sớm ngày 2 tháng 7, JMA và JTWC đã bắt đầu theo dõi hệ thống này như là một áp thấp nhiệt đới, và JTWC đã chỉ định cho nó số hiệu 05W. Vài giờ sau, PAGASA cũng đã ban hành thông báo đầu tiên của họ về áp thấp nhiệt đới và họ đặt cho nó một cái tên địa phương là Ditang. Di chuyển về phía Bắc, hệ thống mạnh lên thành một cơn bão nhiệt đới, lúc đó nó được đặt tên quốc tế là Kirogi. Đến cuối ngày 3 tháng 7, Kirogi đã trải qua một quá trình tăng cường độ nhanh chóng, trong thời gian này nó đã đạt tới cường độ bão cuồng phong và phát triển ra một mắt bão đối xứng, sắc nét có bề rộng 37 dặm (59 km). Sang sáng ngày mùng 4 Kirogi đạt đỉnh với vận tốc gió duy trì 10 phút tối đa 100 dặm/giờ (155 km/giờ) và áp suất khí quyển 940 mbar (hPa; 27,76 inHg).
Tại Nhật Bản, hàng ngàn người dân đã phải di tản khi cơn bão tiến gần đến đất nước này. Kể từ lúc Kirogi được nhận định là đã suy yếu từ cường độ mạnh nhất, thiệt hại là ít hơn nhiều so với dự kiến ban đầu. Tổng cộng, tổn thất nó gây ra là 15 tỉ Yên (trị giá năm 2001), tương đương 140 triệu USD (USD 2001).

### Bão Kai-tak (Edeng) - Bão số 1
Vào ngày 2 tháng 7, một vùng thấp đã hình thành trên Biển Đông khu vực cách Philippines về phía Đông Bắc. Sang ngày mùng 3 vùng thấp đã mạnh lên thành một áp thấp nhiệt đới và nó bắt đầu di chuyển về phía Bắc, trở thành một cơn bão nhiệt đới trong ngày mùng 5 và là bão cuồng phong trong ngày mùng 6. Sau đó Kai-tak tiếp tục di chuyển lên phía Bắc, tấn công Đài Loan trong ngày mùng 9. Đến ngày 11, Kai-tak tan trên biển Hoàng Hải, sau khi đã gây lũ lụt khiến 188 người thiệt mạng. Tên của cơn bão được đặt theo tên một sân bay quốc tế cũ của Hong Kong, sân bay Kai Tak.

### Áp thấp nhiệt đới 07W (Gloring)
Những đám mây u ám của áp thấp nhiệt đới 07W (Gloring) đã tác động đến Luzon, vùng Bicol và một phần Visayas. Không có thiệt hại về người hay vật chất được báo cáo.

### Áp thấp nhiệt đới 08W
Vào ngày 13 tháng 7 một vùng áp thấp đã hình thành phía trên Luzon và sau đó nó di chuyển theo hướng Tây Bắc. Sang ngày 14 hệ thống đã được phân loại là một áp thấp nhiệt đới. Đến ngày 17, áp thấp nhiệt đới 08W đổ bộ lên Dương Giang, Quảng Đông, Trung Quốc và tan trên đất liền.

### Bão nhiệt đới Tembin
Vào ngày 13 tháng 7 một cụm mây dông đã tập hợp lại với nhau hình thành nên một vùng áp suất thấp. Sang ngày 14 vùng thấp bắt đầu tổ chức chậm, và đến ngày 19 hệ thống đã trở thành một áp thấp nhiệt đới. Không lâu sau, áp thấp nhiệt đới đã mạnh lên thành bão nhiệt đới. Vào ngày 22, do độ đứt gió cao, đối lưu ở phần phía Nam cơn bão đã bị di dời, khiến cho nó tan nhanh chóng sau đó.

### Áp thấp nhiệt đới 10W
JTWC đã phân loại 10W và 11W là hai áp thấp nhiệt đới tách biệt, dù vậy PAGASA và JMA đều cho rằng chúng là cùng một hệ thống. Đến ngày 25 tháng 7, 11W đã mạnh lên thành bão nhiệt đới Bolaven.

### Bão nhiệt đới Bolaven (Huaning)
Vào ngày 17 tháng 7, một vùng nhiễu động rộng lớn đã hình thành trên vùng Biển Đông Nam Philippines. Đến ngày 24, những điều kiện thuận lợi cho phép vùng nhiễu động nhanh chóng phát triển và nó đã trở thành một áp thấp nhiệt đới vào ngày hôm sau. 

### Bão nhiệt đới Chanchu
Những tàn dư của cơn bão Upana đã gặp được một môi trường thuận lợi trên vùng biển phía Đông, gần đường đổi ngày quốc tế, và chúng đã hình thành nên áp thấp nhiệt đới 12W. Sau đó áp thấp nhiệt đới mạnh lên thành bão nhiệt đới Chanchu. Cái tên Chanchu được Macau đệ trình, là một từ tiếng Trung Quốc có nghĩa là trân châu. Cơn bão di chuyển lên phía Bắc và tan trong ngày 30 tháng 7.

Gary Padgett đã đề xuất rằng có bằng chứng rõ ràng thể hiện Chanchu trên thực tế là một sự tái sinh của Upana. Chính sách chính thức là một hệ thống bão vượt đường đổi ngày quốc tế vẫn sẽ giữ nguyên tên gọi ban đầu. Tuy nhiên, tại thời điểm đó giả định đã có một số nghi ngờ nên Chanchu và Upana đã được phân định là hai xoáy thuận nhiệt đới tách biệt. Ngoài ra, vì Upana đã biến mất vài ngày trước đó, và JTWC đã sẵn sàng chỉ định một số hiệu mới cho hệ thống, Gary Padgett nghĩ rằng rất có thể quyết định thay thế tên cho xoáy thuận của JMA là sự lựa chọn đúng đắn. Hơn nữa, một scatterometer (máy đo tán xạ) di chuyển qua gần thời điểm 0500 UTC ngày 23 đã cho thấy một sóng mở không có hoàn lưu kín  Lưu trữ ngày 22 tháng 8 năm 2006 tại Wayback Machine, điều này đã minh chứng cho quyết định chính thức không coi Chanchu là một sự tiếp nối của Upana.

### Bão Jelawat
Một nhóm mây dông đã nhanh chóng hình thành nên một vùng áp suất thấp trong ngày 29 tháng 7. Vào ngày 1 tháng 8, vùng áp thấp này đã mạnh lên thành một áp thấp nhiệt đới. Những điều kiện môi trường thuận lợi đã cho phép hệ thống tăng cường nhanh chóng, đạt đến cường độ tối đa trong ngày mùng 2 là một cơn bão cấp 4. Sang ngày mùng 3 Jelawat suy yếu thành một cơn bão cấp 2 do độ đứt gió hơi cao. Đến ngày mùng 6, Jelawat mạnh trở lại thành một cơn bão cấp 3, do những điều kiện đã trở nên thuận lợi hơn, và nó bắt đầu phát triển ra một mắt bão lớn với bề rộng 60 km. Không lâu sau, những cơn gió dẫn yếu đã khiến Jelawat trôi dạt một cách chậm chạp trong ngày mùng 7 và mùng 8. Vào ngày mùng 7, Jelawat trải qua một chu trình thay thế thành mắt bão trong vòng 4 tiếng, và nó đã trở nên giống như chiếc bánh Doughnut. Sau khi phát triển ra một mắt bão đối xứng rộng, Jelawat đã mạnh trở lại thành một cơn bão cấp 1, rồi là bão cấp 2, nhưng không lâu sau nó đã suy yếu lại thành bão cấp 1 khi nó gặp độ đứt gió không thuận lợi lúc nó đổ bộ vào vùng Nam Thượng Hải.

### Áp thấp nhiệt đới 14W
Áp thấp nhiệt đới 14W phát triển trong ngày 8 tháng 8. Nó đã di chuyển theo một quỹ đạo parabol trước khi tan trong ngày mùng 10.

### Bão Ewiniar
Bão Ewiniar phát triển trong ngày 8 tháng 9. Nó đã mạnh lên thành một cơn bão cuồng phong khi di chuyển theo hướng Bắc. Cơn bão sau đó suy yếu và vòng lại hướng Bắc - Đông Bắc. Ewiniar mạnh trở lại, nhưng cuối cùng đã tan trong ngày 18.

### Áp thấp nhiệt đới 16W (Wene)
Một vùng nhiễu động nhiệt đới đã phát triển trên Tây Bắc Thái Bình Dương dọc theo rìa phía Đông của một rãnh gió mùa trong khoảng thời gian giữa tháng 8. Nằm tại vị trí có vĩ độ là 33º Bắc, hệ thống tổ chức ổn định, và vào ngày 15 tháng 8 nó đã trở thành áp thấp nhiệt đới 16W trên khu vực cách Honolulu, Hawaii khoảng 1.700 dặm về phía Tây Bắc. Sau đó, áp thấp nhiệt đới di chuyển theo hướng Đông theo rãnh thấp, và vượt đường đổi ngày quốc tế trong cuối ngày 15. Nhiệt độ nước biển ấm hơn bình thường đã cho phép hệ thống tăng cường thành bão nhiệt đới Wene trong ngày 16 bất chấp vị trí ở vĩ độ cao. Wene nhanh chóng đạt đỉnh với vận tốc gió 50 dặm/giờ, nhưng sau đó nó đã suy yếu do nước lạnh và đứt gió. Wene tiếp tục suy yếu và tan sau khi hợp nhất với một xoáy thuận ngoại nhiệt đới.
Khi là một áp thấp nhiệt đới, Wene là xoáy thuận nhiệt đới Tây Bắc Thái Bình Dương đầu tiên, và cho đến nay là gần nhất, vượt đường đổi ngày quốc tế kể từ mùa bão 1996.
- Hồ sơ lưu trữ của CPHP về Wene.
- Dữ liệu theo dõi của các xoáy thuận nhiệt đới trên Trái Đất trong tháng 8 năm 2000 có thể tìm thấy tại

### Áp thấp nhiệt đới 17W
Áp thấp nhiệt đới 17W tồn tại trong khoảng thời gian từ 17 đến 19 tháng 8. Nó đã không đổ bộ vào đất liền và tan một cách nhanh chóng. Không có thiệt hại nào được ghi nhận từ áp thấp nhiệt đới.

### Bão Bilis (Isang)
Vào ngày 14 tháng 8, một vùng áp suất thấp đã hình thành trên khu vực phía Nam quần đảo Mariana. Đến ngày 17, vùng thấp đã trở thành một áp thấp nhiệt đới và khi di chuyển theo hướng Tây Bắc, nó đã mạnh lên thành một cơn bão nhiệt đới trong ngày 18 và bão cuồng phong trong ngày 19. Những điều kiện thuận lợi đã cho phép Bilis tiếp tục tăng cường thành một siêu bão vào ngày 21, và nó đã tấn công vùng ven Biển Đông Nam Đài Loan trong ngày 22 với cường độ của một siêu bão cấp 5. Sau đó, cơn bão suy yếu, vận tốc gió giảm xuống còn 140 dặm/giờ (220 km/giờ) và sang đến ngày 23 nó đổ bộ vào Trung Quốc. Mưa với lượng đáng kể đã diễn ra trên khắp Đài Loan; ở vùng núi phía Đông Bắc, lượng mưa ghi nhận được lên tới 949 mm. Tại Đài Loan, Bilis đã khiến 17 người chết và gây thiệt hại 133,5 triệu USD. Lũ lụt là nghiêm trọng tuy nhiên số người thiệt mạng do lũ đã không được biết đến.

### Bão nhiệt đới Kaemi (bão số 2)
Vào ngày 19 tháng 8 một vùng áp suất thấp đã hình thành trên Biển Đông, phía Tây Philippines. Những điều kiện thuận lợi đã cho phép vùng thấp mạnh lên thành một áp thấp nhiệt đới trong ngày 20. Sang ngày 21, Kaemi đổ bộ vào Việt Nam và báo cáo cho thấy cơn bão đã khiến 14 người tại quốc gia này thiệt mạng.

### Bão Prapiroon (Lusing)
Bão Prapiroon đã khiến 46 người thiệt mạng và gây thiệt hại 6 tỉ USD tại các quốc gia Hàn Quốc, Trung Quốc và Philippines.

### Bão nhiệt đới Maria (bão số 3)
Nguồn gốc của bão nhiệt đới Maria là từ những tàn dư trong đất liền của cơn bão Bilis bị kéo về phía Nam do hiệu ứng Fujiwhara với cơn bão Prapiroon. Vùng thấp đi vào Biển Đông sau khi trôi dạt về phía Nam qua Hong Kong trong ngày 27 tháng 8, và nó đã mạnh lên nhanh chóng thành một cơn bão nhiệt đới trong ngày 30. Maria đã đổ bộ lên khu vực phía Đông Hong Kong trong ngày 1 tháng 9. 

### Bão Saomai (Osang)
Bão Saomai đã phát triển trong ngày 2 tháng 9 ngoài khơi Tây Bắc Thái Bình Dương. Nó di chuyển về phía Tây và mạnh lên thành một cơn bão cuồng phong. Một thời gian sau, Saomai chuyển hướng Tây Bắc và PAGASA đã đặt tên nó là Osang. Saomai đã đạt đỉnh là một siêu bão, vận tốc gió đạt 160 dặm/giờ (260 km/giờ). Sau đó cơn bão suy yếu trước khi đổ bộ vào Hàn Quốc và tan không lâu sau đó.
.

### Bão nhiệt đới Bopha (Ningning)
Một rãnh gió mùa đã sản sinh ra một hoàn lưu áp thấp và nó đã trở thành một cơn bão nhiệt đới trong ngày 9 tháng 9. Tuy nhiên, do tương tác với một cơn bão khác mạnh hơn hẳn, bão Saomai, Bopha đã bị kéo về phía Nam và suy yếu từ ngày 9 đến ngày 11. Những tàn dư của Bopha tiếp tục di chuyển về phía Đông và sau này đã trở thành bão nhiệt đới Sonamu vào ngày 15.

### Bão Wukong (Maring) (bão số 4)
Bão Wukong đã phát triển trên Biển Đông trong ngày 6 tháng 9. Nó cũng được PAGASA đặt tên là Maring. Wukong đã mạnh lên thành một cơn bão cuồng phong trước khi đổ bộ lên đảo Hải Nam và miền Bắc Việt Nam. Cơn bão tan vào ngày 10 tháng 9.

### Bão nhiệt đới Sonamu
Bão nhiệt đới Sonamu phát triển trong ngày 15 tháng 9 từ những tàn dư của Bopha. Nó di chuyển theo hướng Đông - Đông Bắc và rồi là Bắc - Đông Bắc, đạt đỉnh với vận tốc gió duy trì 10 phút tối đa là 65 dặm/giờ (100 km/giờ). Sonamu tan trên khu vực gần Hokkaido trong ngày 18.

### Bão Shanshan
Vào ngày 14 tháng 9 một vùng áp thấp đã hình thành gần quần đảo Marshall. Những điều kiện thuận lợi đã cho phép vùng thấp mạnh lên thành một áp thấp nhiệt đới trong ngày 17, và sau đó nó tiếp tục tăng cường thành một cơn bão cuồng phong vào sáng sớm ngày 20. Shanshan đạt đỉnh trong ngày 21 với cường độ siêu bão cấp 5. Do tương tác Fujiwhara với một xoáy thuận ngoại nhiệt đới nằm tại vị trí phía Nam Kamchatka Krai, Shanshan suy yếu và hợp nhất với nó thành một xoáy thuận ngoại nhiệt đới duy nhất trên khu vực Bắc Thái Bình Dương.

### Bão nhiệt đới 27W
Bão nhiệt đới 27W đã phát triển trong ngày 28 tháng 9. Nó di chuyển theo hướng Đông Bắc và đạt đỉnh với vận tốc gió 40 dặm/giờ (65 km/giờ). Sau đó hệ thống suy yếu và tan vào ngày 30 tháng 9.

### Bão nhiệt đới 28W
Bão nhiệt đới 28W (theo phân loại của JTWC) đã phát triển trong ngày 6 tháng 10. Nó đã di chuyển theo quỹ đạo ngoằn ngoèo trên Biển Đông trong vòng 1 tuần trước khi tan vào ngày 13 tháng 10.

### Bão Yagi (Paring)
Bão Yagi đã phát triển trong ngày 22 tháng 10 trên vùng biển ngoài khơi Thái Bình Dương. Nó cũng đã được PAGASA đặt tên là Paring. Yagi đạt đỉnh với vận tốc gió duy trì 10 phút tối đa 80 dặm/giờ (130 km/giờ), và cơn bão đã thực hiện một vòng lặp trên khu vực gần quần đảo Ryukyu. Sau đó nó đã bắt đầu suy yếu và tan trong ngày 26 ở khu vực gần Đài Loan.

### Bão Xangsane (Reming) (bão số 5)
Bão Xangsane đã đổ bộ lên vùng Nam Luzon trong ngày 27 tháng 10. Sau đó nó đi vào Biển Đông, chuyển hướng Bắc, và sau khi vận tốc gió tăng lên đến 100 dặm/giờ cơn bão đã tấn công Đài Loan. Xangsane tan trong ngày 1 tháng 11. Cơn bão đã khiến 181 người thiệt mạng, 83 trong số đó là do tai nạn của chuyến bay 006 của hãng hàng không Singapore vào ngày 31 tháng 10 năm 2000.

### Bão nhiệt đới Bebinca (Seniang) (bão số 6)
Bão nhiệt đới Bebinca đã đổ bộ vào miền Trung Philippines trong ngày 2 tháng 11. Trong quá trình vượt qua quần đảo, nó đã mạnh lên thành một cơn bão nhiệt đới dữ dội và đạt đỉnh với vận tốc gió duy trì 10 phút tối đa 60 knot, nhờ sự thu hẹp của trường gió. Bebinca tiếp tục di chuyển theo hướng Tây Bắc và cuối cùng tan trên Biển Đông trong ngày mùng 8 sau khi gây ra cái chết của 26 người.

### Áp thấp nhiệt đới 32W
Vào ngày 8 tháng 11 áp thấp nhiệt đới 32W đã hình thành trên vùng biển phía Đông Luzon. Nó di chuyển lên phía Bắc và sau đó là Bắc - Đông Bắc. 32W tan trong ngày mùng 10.

### Bão nhiệt đới Rumbia (Toyang) (Bão số 7)
Vào ngày 23 tháng 11 một vùng áp thấp kết hợp với dải hội tụ nhiệt đới đã phát triển thành một áp thấp nhiệt đới. Đến cuối ngày, JTWC nhận định áp thấp nhiệt đới đã mạnh lên thành một cơn bão nhiệt đới. Rumbia đạt cường độ tối đa với vận tốc gió duy trì 10 phút 75 km/giờ và áp suất 990 mbar. Cơn bão tan vào ngày 7 tháng 12.

### Áp thấp nhiệt đới Ulpiang
Ulpiang đã gây lũ lụt và lở đất ở Visayas khiến 3 người thiệt mạng.

### Bão Soulik (Welpring)
Bão Soulik hình thành vào ngày 30 tháng 12 năm 2000. Nó đạt đỉnh là một cơn bão cấp 3 cùng áp suất trung tâm 955 mbar trong ngày 2 tháng 1. Soulik tan vào ngày 4 tháng 1 năm 2001.

## Tên bão
Trong phạm vi Tây Bắc Thái Bình Dương, cả Cơ quan Khí tượng Nhật Bản (JMA) và Cục quản lý Thiên văn, Địa vật lý và Khí quyển Philippines (PAGASA) đều chỉ định tên gọi cho xoáy thuận nhiệt đới hình thành trên khu vực này, dẫn đến kết quả là một xoáy thuận nhiệt đới có thể có hai tên khác nhau. Cơ quan Khí tượng Nhật Bản chỉ định tên quốc tế thay mặt cho Ủy ban Bão Tây Bắc Thái Bình Dương (Typhoon Committee) của Tổ chức Khí tượng Thế giới, họ sẽ đặt tên cho xoáy thuận nhiệt đới khi vận tốc gió duy trì liên tục trong 10 phút đạt từ 40 dặm/giờ (65 km/giờ) trở lên, đồng nghĩa với cấp độ bão nhiệt đới trở lên. Trong khi đó Cục quản lý Thiên văn, Địa vật lý và Khí quyển Philippines sẽ chỉ định tên cho bất kỳ xoáy thuận nhiệt đới nào hình thành hoặc di chuyển vào "khu vực trách nhiệm" (area of responsibility) của họ có vị trí giữa 135°Đ-115°Đ và giữa 5°B-25°B kể cả khi xoáy thuận đó đã được đặt tên quốc tế. Tên của các xoáy thuận nhiệt đới đáng chú ý sẽ bị khai tử, bởi cả PAGASA và Ủy ban Bão Tây Bắc Thái Bình Dương. Khi số lượng tên trong danh sách của PAGASA cho vùng Philippines bị cạn kiệt, những tên khác sẽ được lấy từ danh sách bổ sung của danh sách chính, với 10 cái tên đầu tiên trong đó được công bố trước mỗi mùa bão. Những tên chưa sử dụng được đánh dấu màu xám.

### Tên quốc tế
Dưới đây là danh sách tên quốc tế được sử dụng trong mùa bão Tây Bắc Thái Bình Dương 2000.
| Damrey | Longwang | Kirogi | Kai-tak | Tembin | Bolaven  | Chanchu | Jelawat  | Ewiniar | Bilis  | Kaemi  | Prapiroon |
| Maria  | Saomai   | Bopha  | Wukong  | Sonamu | Shanshan | Yagi    | Xangsane | Bebinca | Rumbia | Soulik |           |

### Philippines
Cục quản lý Thiên văn, Địa vật lý và Khí quyển Philippines sử dụng một danh sách riêng để đặt tên cho các xoáy thuận nhiệt đới hình thành hoặc di chuyển vào khu vực mà họ theo dõi. Nếu như danh sách chính cho mỗi năm không đủ, tên sẽ được lấy thêm từ danh sách bổ sung, 10 cái tên đầu trong đó sẽ được công bố hàng năm trước khi mùa bão bắt đầu. Dưới đây là danh sách trùng với danh sách của mùa bão 1996. Đây là mùa bão cuối cùng mà PAGASA sử dụng một danh sách được sắp xếp bắt đầu theo thứ tự Filipino Alphabet, với lần lượt những cái tên nữ giới kết thúc bằng đuôi "ng". Danh sách tên mới theo thứ tự Alphabet tiếng Anh chính thức bắt đầu được sử dụng từ mùa bão 2001.
| Asiang                 | Biring                 | Konsing               | Ditang                 | Edeng                  |
| Gloring                | Huaning                | Isang                 | Lusing                 | Maring                 |
| Ningning               | Osang                  | Paring                | Reming                 | Seniang                |
| Toyang                 | Ulpiang                | Welpring              | Yerling (chưa sử dụng) |                        |
| Danh sách bổ sung      |                        |                       |                        |                        |
|                        |                        |                       |                        | Aring (chưa sử dụng)   |
| Basiang (chưa sử dụng) | Kadiang (chưa sử dụng) | Dorang (chưa sử dụng) | Enang (chưa sử dụng)   | Grasing (chưa sử dụng) |

### Số hiệu tại Việt Nam
Ở Việt Nam một cơn bão (đạt cường độ bão nhiệt đới trở lên) sẽ được đặt số hiệu khi nó đi vào khu vực thuộc phạm vi theo dõi của Trung tâm Dự báo Khí tượng Thủy văn Việt Nam được xác định trên Biển Đông phía Tây kinh tuyến 120°Đ và phía Bắc vĩ tuyến 10°B. Số hiệu của bão được đặt theo số thứ tự xuất hiện của nó trong năm.
Dưới đây là các cơn bão được Trung tâm Dự báo Khí tượng Thủy văn Việt Nam đặt số hiệu trong năm 2000:
| - Bão số 1 (Kai-tak) (đổ bộ Đông Trung Quốc) - Bão số 2 (Kaemi) (đổ bộ Đà Nẵng) - Bão số 3 (Maria) (đổ bộ Nam Trung Quốc) - Bão số 4 (Wukong) (đổ bộ Hà Tĩnh) - Bão số 5 (Xangsane) (ra khỏi Biển Đông) - Bão số 6 (Bebinca) (đổ bộ Nam Trung Quốc) - Bão số 7 (Rumbia) (tan trên Biển Đông) |